# Michihiro Yasuda
Michihiro Yasuda (安田 理大 Yasuda Michihiro?, Kōbe, Hyōgo, 20 de diciembre de 1987) es un exfutbolista japonés que jugaba como defensa.

## Trayectoria
Yasuda inició su carrera juvenil en el Gamba de Osaka en 1997. Hizo su debut con el primer equipo en 2006 y jugó en la J1 League con el club hasta el final de la temporada 2010. Ese año fue fichado por el Vitesse Arnhem de la Eredivisie de los Países Bajos.

## Selección nacional
Yasuda ha formado parte de la selección de Japón desde sus categorías juveniles, habiendo participado de la Copa Mundial de Fútbol Sub-20 de 2007 y los Juegos Olímpicos de Pekín 2008.

## Estadísticas
| Gamba Osaka Japón |               |               |     |    |    |    |    |   |   |     |    |    |
| 1.ª | 2006          | 2             | -   | -  | -  | -  | -  | - | - | 2   | -  |    |
| 1.ª | 2007          | 29            | -   | 12 | 1  | -  | -  | - | - | 42  | 1  |    |
| 1.ª | 2008          | 26            | -   | 7  | -  | 12 | 2  | 1 | - | 45  | 2  |    |
| 1.ª | 2009          | 22            | -   |    | 6  | 7  | 1  | 1 | - | 47  | 2  |    |
| 1.ª | 2010          | 32            | 1   | 7  | 7  | 1  | -  | 1 | - | 33  | 6  |    |
| Total club | Total club    | 111           | 1   | 32 | 1  | 26 | 4  | 3 | - | 172 | 6  |    |
| Vitesse Arnhem · Países Bajos | 1.ª           | 2010/11       | 15  | -  | -  | -  | -  | - | - | -   | 15 | -  |
| Vitesse Arnhem · Países Bajos | 1.ª           | 2011/12       | 24  | -  | 4  | -  | -  | - | - | -   | 27 | -  |
| Vitesse Arnhem · Países Bajos | 1.ª           | 2012/13       | -   | -  | -  | -  | 3  | - | - | -   | 3  | -  |
| Vitesse Arnhem · Países Bajos | Total club    | Total club    | 39  | -  | 4  | -  | 3  | - | - | -   | 46 | -  |
| Total carrera | Total carrera | Total carrera | 150 | 1  | 36 | 1  | 29 | 4 | 3 | -   | 99 | 11 |
| (1)Incluye datos de los Playoffs de la Eredivisie (2011/12) (2)Incluye datos de la Copa del Emperador (2007, 2008, 2009, 2010), la Copa J. League (2007, 2008, 2009, 2010) y la KNVB Beker (3)Incluye datos de la Liga de Campeones de la AFC (2008, 2009, 2010), Copa Mundial de Clubes de la FIFA (2007), UEFA Europa League (2012/13) (4)Incluye datos de la Supercopa de Japón (2008, 2009, 2010) |               |               |     |    |    |    |    |   |   |     |    |    |